# Альберта-Біч
Альберта-Біч (англ. Alberta Beach) — село в Канаді, у провінції Альберта, у складі муніципального району Лак-Сент-Анн.

## Населення
За даними перепису 2016 року, село нараховувало 1018 осіб, показавши зростання на 17,7%, порівняно з 2011-м роком. Середня густина населення становила 507,1 осіб/км².
З офіційних мов обидвома одночасно володіли 25 жителів, тільки англійською — 990. Усього 65 осіб вважали рідною мовою не одну з офіційних, з них 5 — одну з корінних мов, а 5 — українську.
Працездатне населення становило 540 осіб (61,4% усього населення), рівень безробіття — 10,2% (12,9% серед чоловіків та 6,5% серед жінок). 90,7% осіб були найманими працівниками, а 7,4% — самозайнятими.
Середній дохід на особу становив $51 204 (медіана $38 059), при цьому для чоловіків — $65 547, а для жінок $36 461 (медіани — $55 488 та $27 232 відповідно).
31,1% мешканців мали закінчену шкільну освіту, не мали закінченої шкільної освіти — 26%, 42,4% мали післяшкільну освіту, з яких 10,7% мали диплом бакалавра, або вищий.
| Статево-вікова структура населення | Статево-вікова структура населення | Статево-вікова структура населення | Статево-вікова структура населення | Статево-вікова структура населення |
| ---------------------------------- | ---------------------------------- | ---------------------------------- | ---------------------------------- | ---------------------------------- |
|                                    |                                    |                                    |                                    |                                    |
| Всього                             | Всього                             | 51,0%49,0%                         |                                    |                                    |
| 0 — 14 років                       | 0 — 14 років                       |                                    | 15,3%                              | 15,3%                              |
| 15 — 64 років                      | 15 — 64 років                      |                                    | 63,1%                              | 63,1%                              |
| 65 і більше                        | 65 і більше                        |                                    | 21,7%                              | 21,7%                              |
| 85 і більше                        | 85 і більше                        |                                    | 1,5%                               | 1,5%                               |
| Середній вік (років)               | Середній вік (років)               | 45,7                               | 45,7                               | 45,7                               |
| Медіана (років)                    | Медіана (років)                    | 52,750,8                           | 52,1                               | 52,1                               |
| — чоловіки — жінки                 |                                    |                                    |                                    |                                    |

| Походження мешканців:     | Походження мешканців:     | Походження мешканців: | Походження мешканців: | Походження мешканців: |
| ------------------------- | ------------------------- | --------------------- | --------------------- | --------------------- |
| Походження                |                           |                       | осіб                  | %                     |
| Корінні американці        | Корінні американці        |                       | 95                    | 9.33%                 |
| Інше північноамериканське | Інше північноамериканське |                       | 365                   | 35.85%                |
| Європейське               | Європейське               |                       | 840                   | 82.51%                |
| британське                | британське                |                       | 570                   | 55.99%                |
| французьке                | французьке                |                       | 230                   | 22.59%                |
| українське                | українське                |                       | 165                   | 16.21%                |
| Азійське                  | Азійське                  |                       | 10                    | 0.98%                 |
| Океанійське               | Океанійське               |                       | 15                    | 1.47%                 |

| Зайнятість населення за галузями (за класифікацією NOC): | Зайнятість населення за галузями (за класифікацією NOC): | Зайнятість населення за галузями (за класифікацією NOC): | Зайнятість населення за галузями (за класифікацією NOC): | Зайнятість населення за галузями (за класифікацією NOC): |
| -------------------------------------------------------- | -------------------------------------------------------- | -------------------------------------------------------- | -------------------------------------------------------- | -------------------------------------------------------- |
|                                                          |                                                          |                                                          |                                                          |                                                          |
| Управління                                               | Управління                                               |                                                          | 13,2%                                                    | 13,2%                                                    |
| Бізнес, фінанси та адміністрування                       | Бізнес, фінанси та адміністрування                       |                                                          | 17%                                                      | 17%                                                      |
| Природничі та прикладні науки                            | Природничі та прикладні науки                            |                                                          | 3,8%                                                     | 3,8%                                                     |
| Охорона здоров'я                                         | Охорона здоров'я                                         |                                                          | 6,6%                                                     | 6,6%                                                     |
| Освіта, правозахист, муніципальні та урядові служби      | Освіта, правозахист, муніципальні та урядові служби      |                                                          | 7,5%                                                     | 7,5%                                                     |
| Мистецтво, культура, відпочинок та спорт                 | Мистецтво, культура, відпочинок та спорт                 |                                                          | 1,9%                                                     | 1,9%                                                     |
| Роздрібна торгівля та послуги                            | Роздрібна торгівля та послуги                            |                                                          | 17%                                                      | 17%                                                      |
| Гуртова торгівля, транспорт та обладнання                | Гуртова торгівля, транспорт та обладнання                |                                                          | 28,3%                                                    | 28,3%                                                    |
| Природні ресурси, сільське господарство                  | Природні ресурси, сільське господарство                  |                                                          | 4,7%                                                     | 4,7%                                                     |
| Виробництво                                              | Виробництво                                              |                                                          | 1,9%                                                     | 1,9%                                                     |

## Клімат
Середня річна температура становить 2,5°C, середня максимальна – 20,8°C, а середня мінімальна – -19,6°C. Середня річна кількість опадів – 496 мм.
| Клімат поселення                              | Клімат поселення | Клімат поселення | Клімат поселення | Клімат поселення | Клімат поселення | Клімат поселення | Клімат поселення | Клімат поселення | Клімат поселення | Клімат поселення | Клімат поселення | Клімат поселення | Клімат поселення |
| Показник                                      | Січ.             | Лют.             | Бер.             | Квіт.            | Трав.            | Черв.            | Лип.             | Серп.            | Вер.             | Жовт.            | Лист.            | Груд.            |                  |
| Середній максимум, °C                         | −7,02            | −3,68            | 1,36             | 9,54             | 15,66            | 19,81            | 20,76            | 20,31            | 15,22            | 9,96             | 0,65             | −4,98            |                  |
| Середня температура, °C                       | −13,3            | −9,96            | −4,9             | 3,26             | 9,38             | 13,52            | 15,81            | 15,36            | 10,27            | 5,02             | −4,29            | −9,94            |                  |
| Середній мінімум, °C                          | −19,58           | −16,25           | −11,2            | −3,04            | 3,10             | 7,24             | 10,87            | 10,42            | 5,32             | 0,07             | −9,23            | −14,88           |                  |
| Норма опадів, мм                              | 25               | 17               | 18               | 27               | 50               | 85               | 95               | 68               | 44               | 25               | 22               | 20               |                  |
| Середньомісячна швидкість вітру, м/с          | 3.20             | 3.40             | 3.40             | 3.60             | 3.50             | 3.20             | 2.91             | 2.80             | 3.00             | 3.34             | 3.20             | 3.20             |                  |
| Середньомісячна сонячна радіація, кДж/м²·день | 3410             | 6915             | 12198            | 17163            | 20554            | 22082            | 22154            | 18547            | 12522            | 7387             | 3666             | 2451             |                  |
| --------------------------------------------- | ---------------- | ---------------- | ---------------- | ---------------- | ---------------- | ---------------- | ---------------- | ---------------- | ---------------- | ---------------- | ---------------- | ---------------- | ---------------- |
| Джерело:                                      |                  |                  |                  |                  |                  |                  |                  |                  |                  |                  |                  |                  |                  |